# Долгоруков, Николай Сергеевич
Князь Николай Сергеевич Долгоруков (28 апреля (10 мая) 1840 — 28 февраля (13 марта) 1913) — русский дипломат и военный из рода Долгоруковых, посол в Персии (1886—1889) и Италии (1909—1912), генерал-адъютант (1896), генерал от инфантерии (1906).

## Биография
Прямой потомок князя Г. Ф. Долгорукова; старший сын действительного тайного советника князя Сергея Алексеевича Долгорукова от брака с графиней Марией Александровной Апраксиной (1816—1892).
В 1858 году в звании унтер-офицера лейб-гвардии Конного полка участвовал в дуэли с графом Оперманом, за которую был разжалован в рядовые и направлен в действующую армию на Кавказ. В 1860 году за отличие в бою получил знак «Военного ордена» и в 1861 году, также за отличие в боях, был произведён в унтер-офицеры и в том же году (за отличие) — в прапорщики. В 1864 году переведён в лейб-гвардии Преображенский полк. С 1867 года — флигель-адъютант. В 1878—1879 годах полковник Н. С. Долгоруков командовал Кабардинским пехотным полком.
С 26 февраля 1882 года — генерал-майор свиты Его Величества. В 1886 году был назначен чрезвычайным посланником и полномочным министром в Персии. На этой должности пытался отстаивать интересы Российской империи в борьбе с Англией. Понимая необходимость постройки железных дорог в Персии, беспокоился о том, чтобы их строили русские предприниматели, в числе которых было несколько групп: московского коммерсанта В. П. Осипова; Полякова-Коншина; Хомякова-Палашковского. Открытие для навигации Каруна стало дипломатическим поражением России и в результате конфликта Долгорукова с прежним послом, а теперь директором Азиатского департамента министерства иностранных дел И. А. Зиновьевым, в 1889 году в Тегеран был назначен новый посол — Е. К. Бюцов. Княгиня Е. Радзивилл 6 декабря 1888 года писала графу Н. П. Игнатьеву: «…персидское дело было весьма унизительно для престижа страны, но такие истории всегда будут случаться до тех пор, пока на Востоке страну будут представлять люди калибра Долгорукова, а среди влиятельных министров будут такие люди, как Г<ирс> и Кo».
В 1905—1909 годах Н. С. Долгоруков был помощником командующего Императорской Главной квартирой и состоял при императоре Германии; в 1909—1912 годах — посол в Италии. С 1912 года был членом Государственного совета по назначению.
Похоронен на кладбище Александро-Невской лавры[уточнить].

## Воинские звания
- В службу вступил (19.01.1858)[5]
- Прапорщик (11.09.1861)
- Подпоручик (24.01.1864)
- Прапорщик гвардии (02.05.1864)
- Подпоручик (30.08.1865)
- Поручик (30.08.1866)
- Штабс-капитан (30.08.1867)
- Флигель-адъютант (1867)
- Капитан (30.08.1872)
- Полковник (06.01.1876)
- Генерал-майор (30.08.1886)
- Генерал-адъютант (1896)
- Генерал-лейтенант (14.05.1896)
- Генерал от инфантерии (06.12.1906)

## Награды
российские
- Орден Святой Анны 3 ст. (1868)[5]
- Орден Святого Станислава 2 ст. (1870)
- Орден Святого Владимира 4 ст. (1873)
- Орден Святой Анны 2 ст. с мечами (1876)
- Золотое оружие «За храбрость» (1877)
- Орден Святого Владимира 3 ст. (1880)
- Орден Святого Станислава 1 ст. (1884)
- Орден Святой Анны 1 ст. (1886)
- Орден Святого Владимира 2 ст. (1889)
- Орден Белого орла (1899)
- Орден Святого Александра Невского (1904)
- Бриллиантовые знаки к Ордену Святого Александра Невского (1909)

иностранные
- Датский Орден Данеброга кавалерский крест (1867)[6]
- Черногорский Орден Данило I 2 ст. (1869)
- Прусский Орден Красного орла 3 ст. (1870)
- Прусский Орден Короны 2 ст. с бриллиантами (1872)
- Мекленбург-Шверинский Орден Вендской короны (1872)
- Австрийский Орден Франца Иосифа командорский крест (1872)
- Вюртенбергский Орден Фридриха 2 ст. (1874)
- Австрийский Орден Железной короны 2 ст. (1874)
- Прусский Орден Красного орла 2 ст. (1876)
- Гессен-Дармштадтский Орден Филиппа Великодушного 1 ст. (1878)
- Персидский Орден Льва и Солнца 2 ст. (1878)
- Румынский Орден Звезды Румынии 2 ст. (1879)
- Звезда к прусскому Ордену Короны 2 ст. (1881)
- Саксонский Орден Альбрехта 2 ст. со звездой (1882)
- Прусский Орден Короны 1 ст. (1883)
- Датский Орден Данеброга 1 ст. (1883)
- Бриллиантовые знаки к прусскому Ордену Короны 1 ст. (1884)
- Австрийский Орден Франца Иосифа 1 ст. (1884)
- Вюртембергский Орден Фридриха большой крест (1885)
- Персидский Орден Льва и Солнца 1 ст. (1887)
- Портрет Его Величества Шаха Персии (1889)
- Нидерландский Орден Нидерландского льва 1 ст. (1891)
- Прусский Орден Красного орла 1 ст. (1893)
- Саксонский Орден Альбрехта 1 ст. (1895)
- Бельгийский Орден Леопольда I 1 ст. (1895)
- Люксембургский Орден Дубовой короны 1 ст (1895)
- Саксен-Альтенбургский Орден Саксен-Эрнестинского дома большой крест (1895)
- Бриллиантовые знаки к прусскому Ордену Красного орла 1 ст. (1897)
- Французский Орден Почётного легиона большой офицерский крест (1897)
- Прусский Орден Красного орла большой крест (1901)
- Английская Коронационная медаль Эдуарда VII (1902)
- Австрийский Орден Леопольда большой крест (1903)
- Итальянский Орден Святых Маврикия и Лазаря 1 ст. (1903)